# Scott Yanow
Scott Yanow (* 4. Oktober 1954 in New York) ist ein US-amerikanischer Jazz-Autor und Jazz-Journalist in Los Angeles.
Yanow wuchs bei Los Angeles auf. Seit 1975 arbeitete er im Jazz-Journalismus. Nach dem College wurde er Jazz-Herausgeber der kurzlebigen Zeitschrift (33 Ausgaben bis Juli 1984) Record Review. Danach schrieb er für zahlreiche Zeitschriften wie Down Beat, Jazziz, Jazz Times, The Mississippi Rag, Planet Jazz Jazz News, Jazz Forum, The Jazz Report, Jazz Improv, Cadence, Jazz Now, Record Review, Los Angeles Times, Los Angeles Jazz Scene, Coda. Außerdem schrieb er zahlreiche Liner Notes (z. B. für Storyville Records, Naxos, Pablo Records, Enja, Candid Records, JVC, Concord Records, Allegro) und mehrere Jazzbücher. Bekannt ist er als einer der Haupt-Beiträger für den „All Music Guide To Jazz“, der sowohl als Buch als auch im Internet erscheint. Ab der 3. Auflage war er der Hauptherausgeber. Auch in seinen weiteren Jazzbüchern über Bebop, Swing, Classic Jazz, Jazz Sänger, Afro-Cuban Jazz und Trompeter werden CDs und Platten der einzelnen Musiker und Bands besprochen.
Yanow ist auch Moderator und Autor eines regelmäßigen Radioprogramms namens „Jazz after hours“ bei KCSN-FM.